# Hibiscus carrii
Hibiscus carrii är en malvaväxtart som beskrevs av Borss. Waalk.. Hibiscus carrii ingår i Hibiskussläktet som ingår i familjen malvaväxter. Inga underarter finns listade i Catalogue of Life.